# Leuctra aspoeckorum
Leuctra aspoeckorum is een steenvlieg uit de familie naaldsteenvliegen (Leuctridae). De wetenschappelijke naam van de soort is voor het eerst geldig gepubliceerd in 1976 door Theischinger.